# Sucy-en-Brie
Pour les articles homonymes, voir Sucy et Gare de Sucy - Bonneuil.
Sucy-en-Brie est une commune française située dans le département du Val-de-Marne, en région Île-de-France, située dans la banlieue sud-est de Paris.
Ses habitants sont appelés les Sucyciens.
Sucy-en-Brie est située à la rupture du plateau de Brie et domine la vallée de la Marne. Sur un site occupé dès le Néolithique, Sucy-en-Brie est citée dès le Moyen Âge. Commune agricole jusqu'au XIXe siècle, avec un vignoble important, elle est aujourd'hui totalement urbanisée mais compte de nombreux espaces verts (35 % de son territoire) dont une partie de la forêt domaniale du Bois Notre-Dame.

## Géographie

### Localisation

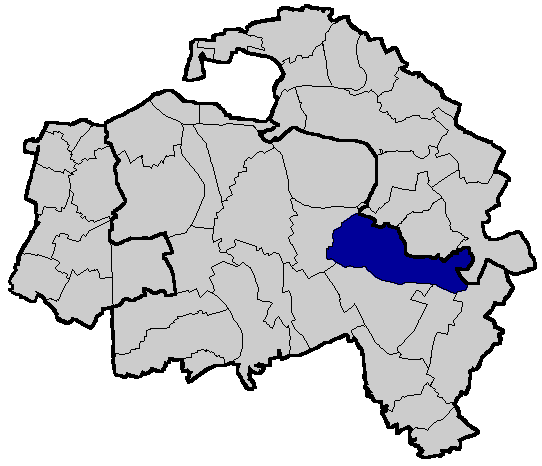
Localisation de Sucy-en-Brie dans le Val-de-Marne.

Le territoire de la commune de Sucy-en-Brie est à la limite ouest de la Brie et fait partie de la vaste région géologique qu'est le Bassin parisien. Le centre de la ville se trouve sur le bord du plateau briard creusé par la vallée de la Marne et domine la plaine alluviale qui s'étend dans une vaste zone environnant le confluent de la Seine et de la Marne.
Sucy-en-Brie est située entre les routes nationales RN 4 et RN 19, à 17 km au sud-est du centre de Paris.

### Communes limitrophes
Elle est limitrophe de neuf autres communes du Val-de-Marne.
Les communes limitrophes sont Ormesson-sur-Marne, Saint-Maur-des-Fossés, Boissy-Saint-Léger, Bonneuil-sur-Marne, Chennevières-sur-Marne, Marolles-en-Brie, Noiseau, La Queue-en-Brie et Santeny.
Il convient toutefois de noter que la commune de Saint-Maur-des-Fossés est limitrophe sans accès direct (séparée du quartier des Berges par la Marne) et que les communes de La Queue-en-Brie et Santeny ne sont limitrophes que par des chemins dans le Bois Notre-Dame.

### Géologie et relief
La superficie de la commune est de 1 043 hectares ; l'altitude varie entre 33 et 110 mètres.
La plus grande partie du territoire de la ville se trouve sur le plateau de la Brie, à une altitude d'environ 100 m. Toute la partie est de ce plateau est couverte par la forêt de Notre-Dame. Ce plateau se termine à l'ouest par un coteau dominant la vallée de la Marne. Il est aussi creusé au nord par la vallée du Morbras. La partie basse de la ville, au pied du coteau, est à une altitude d'environ 30 m, elle correspond à d'anciennes zones marécageuses, aujourd'hui asséchées. Ce relief particulier a dans le passé posé des problèmes d'inondation en cas de fortes pluies ; c'est pour cela qu'un bassin de rétention d'eau a été construit près de la gare de Sucy - Bonneuil.
Des forages effectués dans la ville nous donnent des informations précises sur la nature du sol et du sous-sol. Celui effectué dans le quartier des Bruyères, sur le plateau à une altitude de 101 m, décrit une couche de surface de limons des plateaux (argile sableuse du quaternaire) sur 5 m, puis une couche formée d'un ensemble d'argile et de calcaire sur 18 m, une couche de marnes supragypseuses sur 15 m et enfin du calcaire de Champigny. Un autre forage, effectué dans le quartier du marais à une altitude de 34 m, présente une couche de surface formée d'alluvions (sables et graviers) sur 13 m, puis une couche de calcaire de Saint-Ouen (argile à rognon) sur 9 m.

### Hydrographie
La Marne constitue la limite avec la commune voisine Saint-Maur-des-Fossés, au nord, sur une centaine de mètres.
Le Morbras sert de frontière avec Ormesson-sur-Marne puis traverse la partie basse de la commune pour se jeter dans la Marne. Le quartier du Grand-Val est situé dans la vallée du Morbras.
En outre, la commune est traversée par le ru de la Fontaine de Villiers qui se jette dans le Morbras, et sépare la ville de celle de Noiseau.

### Climat
Pour des articles plus généraux, voir Climat de l'Île-de-France et Climat du Val-de-Marne.
En 2010, le climat de la commune est de type climat océanique dégradé des plaines du Centre et du Nord, selon une étude du CNRS s'appuyant sur une série de données couvrant la période 1971-2000. En 2020, Météo-France publie une typologie des climats de la France métropolitaine dans laquelle la commune est exposée à un climat océanique altéré et est dans la région climatique Sud-ouest du bassin Parisien, caractérisée par une faible pluviométrie, notamment au printemps (120 à 150 mm) et un hiver froid (3,5 °C).
Pour la période 1971-2000, la température annuelle moyenne est de 11,4 °C, avec une amplitude thermique annuelle de 15,2 °C. Le cumul annuel moyen de précipitations est de 664 mm, avec 10,7 jours de précipitations en janvier et 7,8 jours en juillet. Pour la période 1991-2020, la température moyenne annuelle observée sur la station météorologique la plus proche, située sur la commune de Limeil-Brévannes à 4 km à vol d'oiseau, est de 12,5 °C et le cumul annuel moyen de précipitations est de 656,1 mm,. Pour l'avenir, les paramètres climatiques de la commune estimés pour 2050 selon différents scénarios d'émission de gaz à effet de serre sont consultables sur un site dédié publié par Météo-France en novembre 2022.
| Mois                                  | jan.         | fév.             | mars        | avril         | mai           | juin        | jui.           | août        | sep.          | oct.            | nov.          | déc.            | année    |
| ------------------------------------- | ------------ | ---------------- | ----------- | ------------- | ------------- | ----------- | -------------- | ----------- | ------------- | --------------- | ------------- | --------------- | -------- |
| Température minimale moyenne (°C)     | 2,2          | 2,2              | 4,3         | 6,4           | 10,1          | 13,3        | 15,3           | 14,8        | 11,5          | 8,7             | 5,1           | 2,7             | 8        |
| Température moyenne (°C)              | 4,9          | 5,7              | 8,8         | 11,7          | 15,4          | 18,7        | 20,8           | 20,6        | 16,8          | 12,8            | 8,2           | 5,3             | 12,5     |
| Température maximale moyenne (°C)     | 7,7          | 9,2              | 13,4        | 16,8          | 20,7          | 24,1        | 26,5           | 26,4        | 22,2          | 17              | 11,3          | 8               | 16,9     |
| Record de froid (°C) date du record   | −12 08.01.10 | −11,6 07.02.1991 | −8 01.03.05 | −3 06.04.21   | 0 06.05.19    | 4 12.06.05  | 7,5 04.07.1990 | 7 21.08.14  | 3 25.09.02    | −3,5 30.10.1997 | −9 24.11.1998 | −9,5 29.12.1996 | −12 2010 |
| Record de chaleur (°C) date du record | 16 13.01.04  | 22 27.02.19      | 26 31.03.21 | 28,5 25.04.07 | 32,5 28.05.17 | 37 27.06.11 | 40 31.07.20    | 41 06.08.03 | 33,5 14.09.20 | 29 01.10.11     | 22 06.11.18   | 18 16.12.1989   | 41 2003  |
| Précipitations (mm)                   | 49,9         | 46,3             | 46,4        | 48,2          | 66,7          | 56,1        | 55,2           | 60          | 49,1          | 56,1            | 56,6          | 65,5            | 656,1    |

### Milieux naturels et biodiversité
Sucy-en-Brie est caractérisée par sa proximité avec de grands espaces naturels et son abondance de parcs.
Autour du quartier des Bruyères, la forêt de Notre-Dame s'étend sur neuf communes à cheval sur les départements du Val-de-Marne et de Seine-et-Marne (306 ha dans Sucy). Elle est classée en Zone naturelle d'intérêt écologique, faunistique et floristique (ZNIEFF) de type 2 et portée à l'Inventaire national du patrimoine naturel. Cette forêt présente de nombreux aménagements (allées blanches, sentiers) permettant la pratique d'activités sportives telles que le vélo mais aussi des balades à pied ou à cheval. Le bois du Piple prolonge cette forêt le long du petit val, il s'étend sur 110 ha) dont 22 ha) dans Sucy et est accessible en partie au public.
Le Parc de Sucy (44 ha), construit en bordure du bois de Notre-Dame, comprend des terrains de sports, des pelouses et aires de jeux et des espaces de promenade.
Les parcs historiques autour du centre-ville correspondent pour beaucoup aux anciens parcs des châteaux, ce sont des lieux de promenade et de jeux : parc Chaumoncel (0,9 ha), parc Halevy (1,7 ha), parc Montaleau (4 ha), parc de la Cité verte et espace vert des Monrois (13 ha), parc du Petit-Val (62,5 ha, fermé au public).
La zone de liaison entre le bois de Notre-Dame et la vallée de la Marne, longeant le ru de la Fontaine de Villiers puis le Morbras comprend : le parc de la Garennière (6,3 ha), la coulée verte (7 ha), le parc départemental du Morbras (12 ha), l'espace vert de la Fosse rouge (1,5 ha)), lac du Grand-val (0,4 ha), les berges de la Marnes (1,6 ha).

## Urbanisme

### Typologie
Au 1er janvier 2024, Sucy-en-Brie est catégorisée grand centre urbain, selon la nouvelle grille communale de densité à sept niveaux définie par l'Insee en 2022.
Elle appartient à l'unité urbaine de Paris, une agglomération inter-départementale regroupant 407  communes, dont elle est une commune de la banlieue,,. Par ailleurs la commune fait partie de l'aire d'attraction de Paris, dont elle est une commune du pôle principal,. Cette aire regroupe 1 929 communes,.

### Occupation des sols
| Type d’occupation           | Pourcentage | Superficie (en hectares) |
| --------------------------- | ----------- | ------------------------ |
| Espace urbain construit     | 53,20 %     | 551,79                   |
| Espace urbain non construit | 11,30 %     | 116,83                   |
| Espace rural                | 35,50 %     | 367,89                   |
| Source : IAU ÎdF            |             |                          |

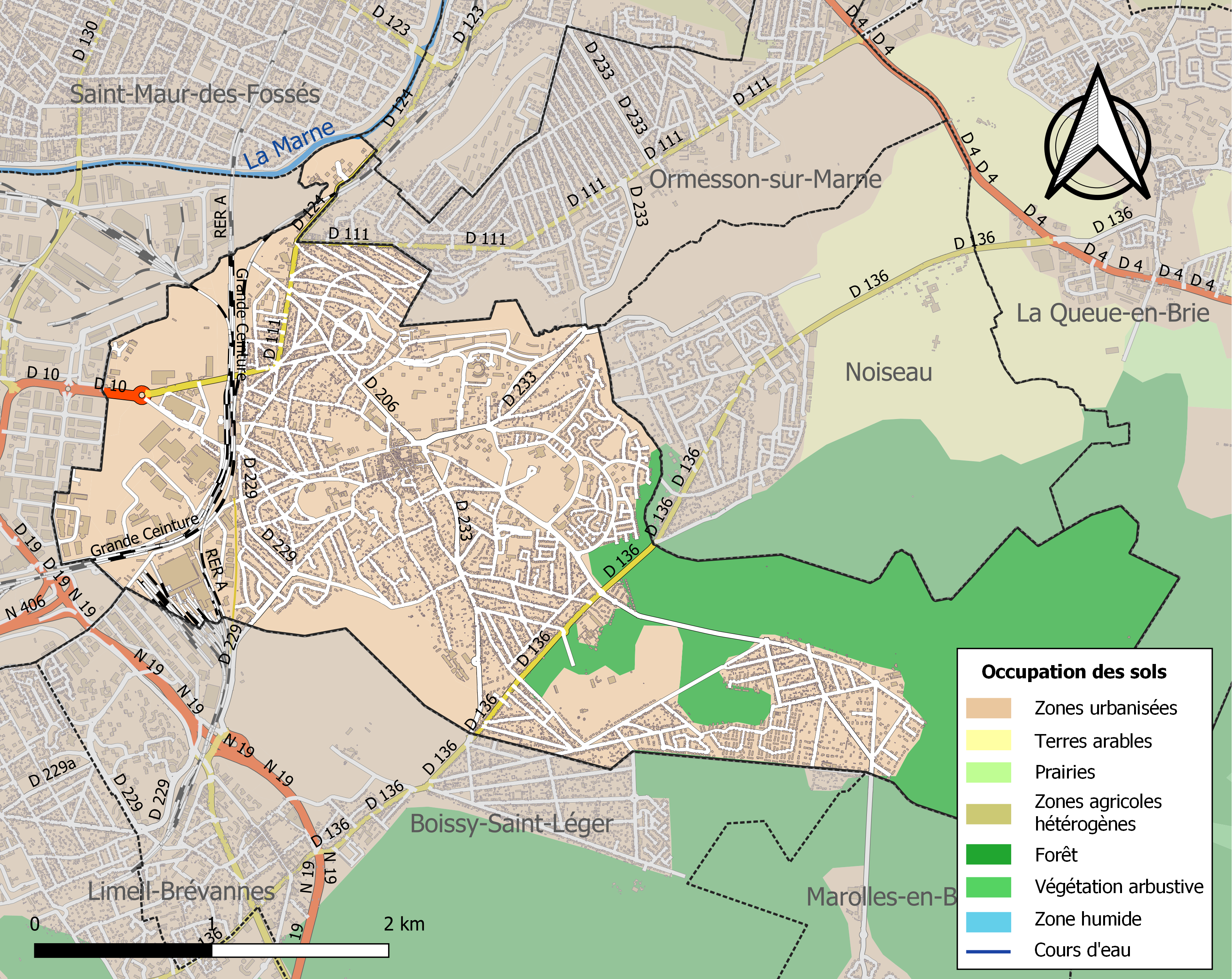
Carte des infrastructures et de l'occupation des sols de la commune en 2018 (CLC).

La commune est aujourd'hui totalement urbanisée, à l'exception du Bois Notre-Dame (forêt domaniale) et des nombreux parcs.

### Morphologie urbaine
La commune est organisée en quartiers autour de centres de vie comprenant commerces, équipements administratifs et sportifs, et logements.
Le centre-ville correspond au bourg historique. Autour des vieilles rues, il regroupe des services administratifs, associatif, des commerces de proximité et des équipements culturels.
Le « centre gare » est lui aussi un quartier commerçant, dont l’attractivité tient à la présence de la gare de Sucy - Bonneuil.
Le secteur du Fort est le résultat d'une ZAC, il offre un centre commercial au milieu d'habitats collectifs et pavillonnaires. Il abrite des équipements publics et sportifs dont la piscine.
Le quartier de Bruyères est situé dans le bois de Notre-Dame. Il accueille un espace commercial et des équipements sportifs. L'habitat y est pavillonnaire.
Le centre commercial et associatif du Rond d'or dessert les quartiers de la Fosse rouge, de la Cité verte et des Monrois. Ces quartiers sont principalement constitués d'habitats locatifs avec une importante part de logements sociaux.
Le quartier du Grand val est constitué principalement de logements pavillonnaires.

### Habitat et logement
En 2022, le nombre total de logements dans la commune était de 11 494, alors qu'il était de 11 096 en 2018, 10 776 en 2013 et de 10 470 en 2008.
Parmi ces logements, 97,8 % étaient des résidences principales, 0,6 % des résidences secondaires et 1,6 % des logements vacants. Ces logements étaient pour 51,5 % d'entre eux des maisons individuelles et pour 48,1 % des appartements.
Le tableau ci-dessous présente la typologie des logements à Sucy-en-Brie en 2018 en comparaison avec celle du Val-de-Marne et de la France entière. Une caractéristique marquante du parc de logements est ainsi une proportion de résidences secondaires et logements occasionnels (0,6 %) inférieure à celle du département (1,8 %)et  à celle de la France entière (9,7 %). Concernant le statut d'occupation de ces logements, 65,7 % des habitants de la commune sont propriétaires de leur logement (65,1 % en 2013), contre 45 % pour le Val-de-Marne et 57,5 % pour la France entière.
| Typologie                                               | Sucy-en-Brie | Val-de-Marne | France entière |
| ------------------------------------------------------- | ------------ | ------------ | -------------- |
| Résidences principales (en %)                           | 97,8         | 92,5         | 82,1           |
| Résidences secondaires et logements occasionnels (en %) | 0,6          | 1,8          | 9,7            |
| Logements vacants (en %)                                | 1,6          | 5,7          | 8,2            |

L'analyse effectuée dans le cadre du plan local d'urbanisme, sur la base des données de 2006, faite ressortir que les petits logements (1 et 2 pièces) ne représentent que 13 % du total. Cela entraîne une difficulté pour le logement des jeunes ménages qui tendent à quitter la commune. Elle fait aussi ressortir que les logements sont récents (85 % du parc construit après 1949).
Le plan local d'urbanisme établit aussi la situation de la commune vis-à-vis de la loi relative à la solidarité et au renouvellement urbains (dite loi SRU). En 2009, à la suite du déconventionnement de 1 060 logements, la commune ne comptait plus que 10 % de logements sociaux, après en avoir compté plus de 20 % en 1999. Des ventes en bloc de logements à des bailleurs sociaux ont permis de franchir de nouveau en 2010 le seuil des 20 %. La ville comptait alors 2 019 logements locatifs sociaux.

### Projets d'aménagements
Les projets d'aménagements font l'objet du projet d'aménagement et de développement durable (PADD) qui est un des éléments du plan local d'urbanisme qui a été établi en 2011. Le PADD est organisé en quatre grands thèmes : permettre le renouvellement urbain ; préserver l'environnement ; conforter ou valoriser l'identité et les fonctions de quartiers ; faciliter les échanges, rendre la ville plus lisible et plus accessible.
Le renouvellement urbain prévoit : un centre-ville élargi (incluant le centre du Rond d'or), objet de la ZAC multi-site centre-ville ; la dynamisation du « centre gare » dont le pôle d'échange multimodal autour de la gare RER (aujourd'hui en passe d'achèvement) ; la création d'un nouveau lieu de vie entre les quartiers des Berges et des Noyers, en profitant des espaces rendus disponibles par l'abandon par l'État du projet de Voie de desserte orientale ; la poursuite du développement économique : les ZAC d'activités du secteur de la Plaine sont en cours d'achèvement, la Communauté d'agglomération du Haut Val-de-Marne en a repris la gestion, et un prolongement de la N406 vers le port de Bonneuil est envisagée.
La protection de l'environnement contribue à l'attractivité de la commune et se décline en trois points. Tout d'abord le PLU se fixe comme objectif le renforcement des orientations environnementales et dans tous les nouveaux projets d'urbanisation. La commune étant riche d'un important patrimoine naturel et paysager, les projets devront le préserver. De même le patrimoine architectural et urbain devra être protégé, un nouveau périmètre de protection des monuments historiques sera proposé à l'architecte des Bâtiments de France.
Pour conforter ou valoriser l'identité et les fonctions des quartiers, le PADD prévoit de renforcer le rayonnement des pôles d'équipements, en particulier la vallon du Morbras comme un site de loisir et le centre-ville comme lieu culturel.
La facilité des échanges doit reposer en particulier sur un développement des liaisons douces : pistes cyclables et de promenade.
En 2013, un projet d'aménagement important est l'installation d'un réseau très haut débit en fibres optiques. Il est inscrit dans le cadre du programme national très haut débit (THD). Débuté en 2013, ce plan vise à une couverture complète de la commune fin 2017.
Entre 2018 et 2021, le centre-ville subit de nombreux travaux et aménagement, la restauration du bourg ancien, visant à redonner au cœur de la ville un dynamisme et un cadre de vie agréable. Les travaux débutèrent par la restauration et la reprise des parkings souterrains de la ville par le groupe EFFIA, devenant alors payants. Le parking de l'esplanade Jean-Marie Poirier est alors agrandi pour accueillir, en surface, 70 places et en souterrain, 180. Ce projet comprend également la refonte totale des rues du bourg ancien, les rues du Moutier, Guy Moquet, de la Porte, ainsi qu'une partie de la rue de Brévannes et de la rue de Boissy, instaurant une zone de rencontre entre les véhicules et les piétons dans celles-ci. Les rues du Moutier, Guy Moquet et de la Porte deviennent alors piétonnes le samedi, jour de marché. La place de l'Église est refaite, agrandie et un jardin de curé est créé. La place de la Métairie est également refaite, une chocolaterie est alors installée sur celle-ci; la fontaine Wallace, présente sur la place, est elle aussi restaurée afin de reprendre son utilité de fontaine. Le parking devant le château est remplacé par son jardin à la française et sa grande porte est restaurée afin de redonner au château sa splendeur. La plupart de événements de la ville, organisés auparavant sur ce parking, sont alors, depuis, organisés dans le parc Chaumoncel, lui aussi refait à neuf. À côté de la médiathèque se dresse l'immeuble du Clos Sévigné, accueillant des commerces et le nouveau local de la poste, se situant auparavant à côté du marché.

### Transports

#### Voies de communication
La commune est desservie par de nombreux grands axes routiers, mais aucun d'entre eux ne la traverse. On peut citer au nord-est la nationale 4, qui passe à La Queue-en-Brie, au sud-ouest la nationale 19, qui traverse Boissy-Saint-Léger.
Elle bénéficie des infrastructures aéroportuaires de la région, en particulier de l'aéroport d'Orly.
Quelques voies départementales traversent la commune : la D 111 (ex D 60) en provenance de Bonneuil-sur-Marne est le principal accès à Sucy, elle traverse le bas de la ville et dessert ensuite Ormesson-sur-Marne ; la D 136, sur le plateau, relie Boissy-Saint-Léger à Noiseau ; la D 233 (ex D 33) relie le centre-ville au bas de Noiseau puis à Ormesson-sur-Marne ; la D 229 (ex D 29) venant de Boissy-Saint-Léger longe la voie ferrée et rejoint ainsi le quartier de la gare.
Le réseau de départementales qui traverse Sucy-en-Brie est confronté à une hausse du trafic. La circulation y est particulièrement difficile aux heures de pointe.

#### Transports en commun
La commune est desservie par la ligne A du RER en gare de Sucy - Bonneuil. Cette gare est aussi le centre du dispositif de transport par bus. La gare de bus a été restructurée en 2010, équipée d'une passerelle au-dessus des voies du RER et d'un parking-relais de 500 places. Elle est le terminus d'une ligne de transport en commun en site propre, la ligne 393 exploitée par la RATP qui relie ainsi Sucy-en-Brie à Thiais Carrefour de la Résistance.
La commune est desservie par quelques lignes classiques du réseau de bus RATP et principalement par le réseau de bus Marne et Seine.

## Toponymie
Le nom de la localité est attesté sous les formes Sulsiacum au XIe siècle, Succiacum au XIIIe siècle, Suciacum, Sucy.
Il s'agit d'une formation toponymique en -(i)acum, suffixe gallo-romain d'origine celtique (gauloise) qui sert à désigner un lieu ou une propriété. Albert Dauzat propose le nom de personne latin Sulcius pour expliquer le premier élément Sulci- de la forme ancienne et il compare avec Soucy (Aisne, Susciaco 1110, Sulci 1171) et Sucé (Loire-Atlantique, Sulce 952, la terminaison -é étant la forme prise par ce suffixe à l'ouest du domaine d'oïl).

## Histoire

### Préhistoire
Le site de Sucy-en-Brie, à la rupture du plateau de Brie et dominant la vallée de la Marne, est habité depuis la période néolithique (cinquième et quatrième millénaires avant notre ère), comme en attestaient les pierres levées qui étaient encore visibles au début du XXe siècle et comme cela fut confirmé par des fouilles archéologiques en 2001. La découverte (en 1882) d'un dépôt de l'âge du bronze confirme des implantations humaines à cette époque.

### Moyen Âge

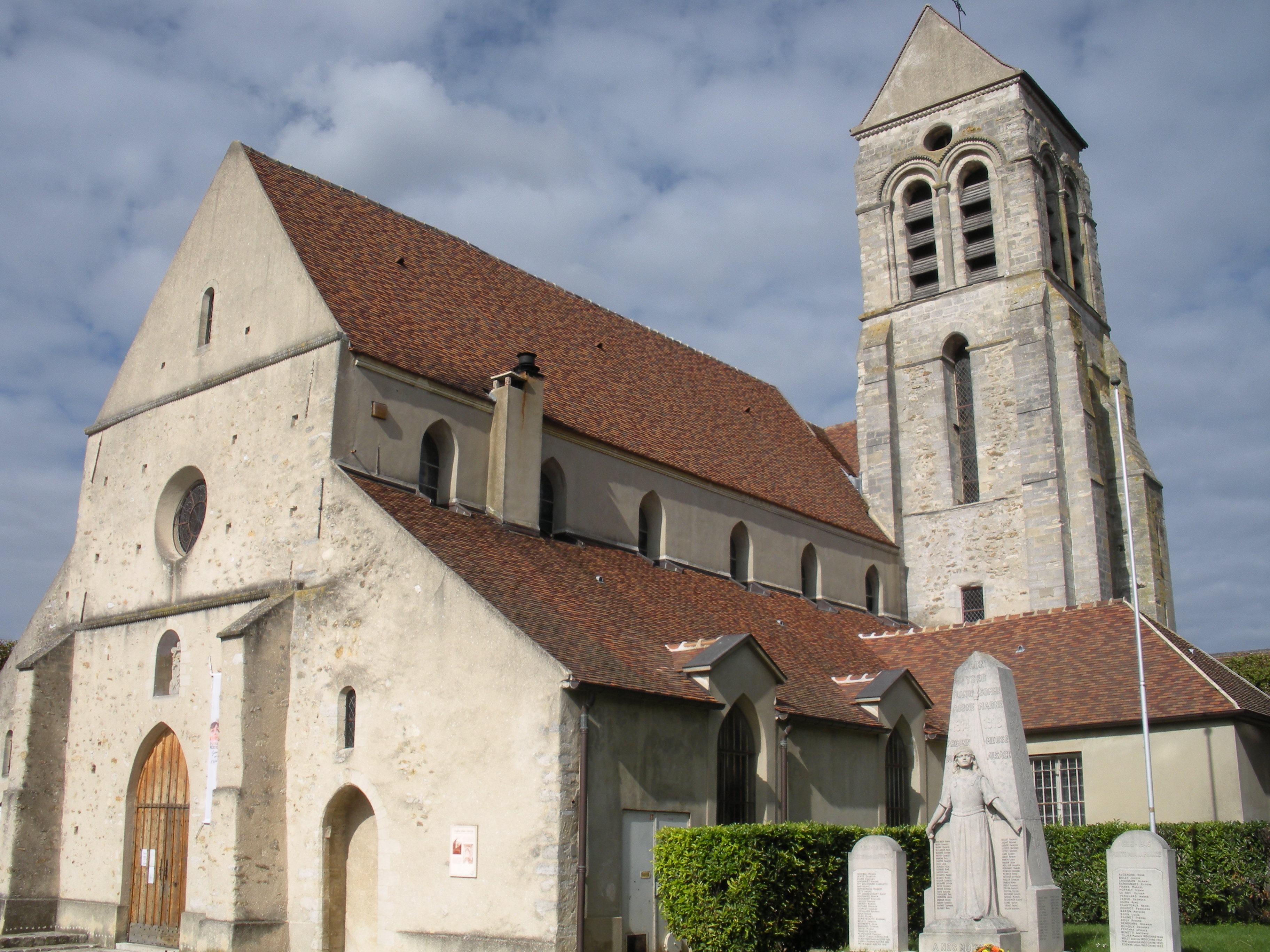
Église Saint-Martin

Le premier document mentionnant Sucy est la charte par laquelle le comte Étienne donne, en 811, à l'église cathédrale de Paris un certain nombre de terres dont Sucy. Cette charte mentionne déjà l'existence d'une église Saint-Martin. Du fait de cette donation, le chapitre de Notre-Dame de Paris sera le seigneur du village jusqu'à la Révolution. Il faut noter que le territoire de Sucy ne dépend pas seulement du chapitre de Notre-Dame mais qu'il est au contraire découpé en de nombreux fiefs et alleux. Un document de 1259 permet d'estimer la population du village à 192 familles.
Les XIVe et XVe siècles sont à Sucy, et dans toute l'Île-de-France, une période de crises : disettes, peste et guerres. L'analyse du censier de 1412 nous fait connaitre l'organisation du terroir. Les deux principaux éléments en sont des terres labourables (31,1 %) et des vignes (45,2 %). On n'y trouve que 5 des familles citées en 1259 (ce qui montre l'impact des crises) et peut estimer la population à 800 à 900 personnes.

### Temps modernes
En 1544, François Ier, permit d'enclore le village d'une enceinte de murailles.

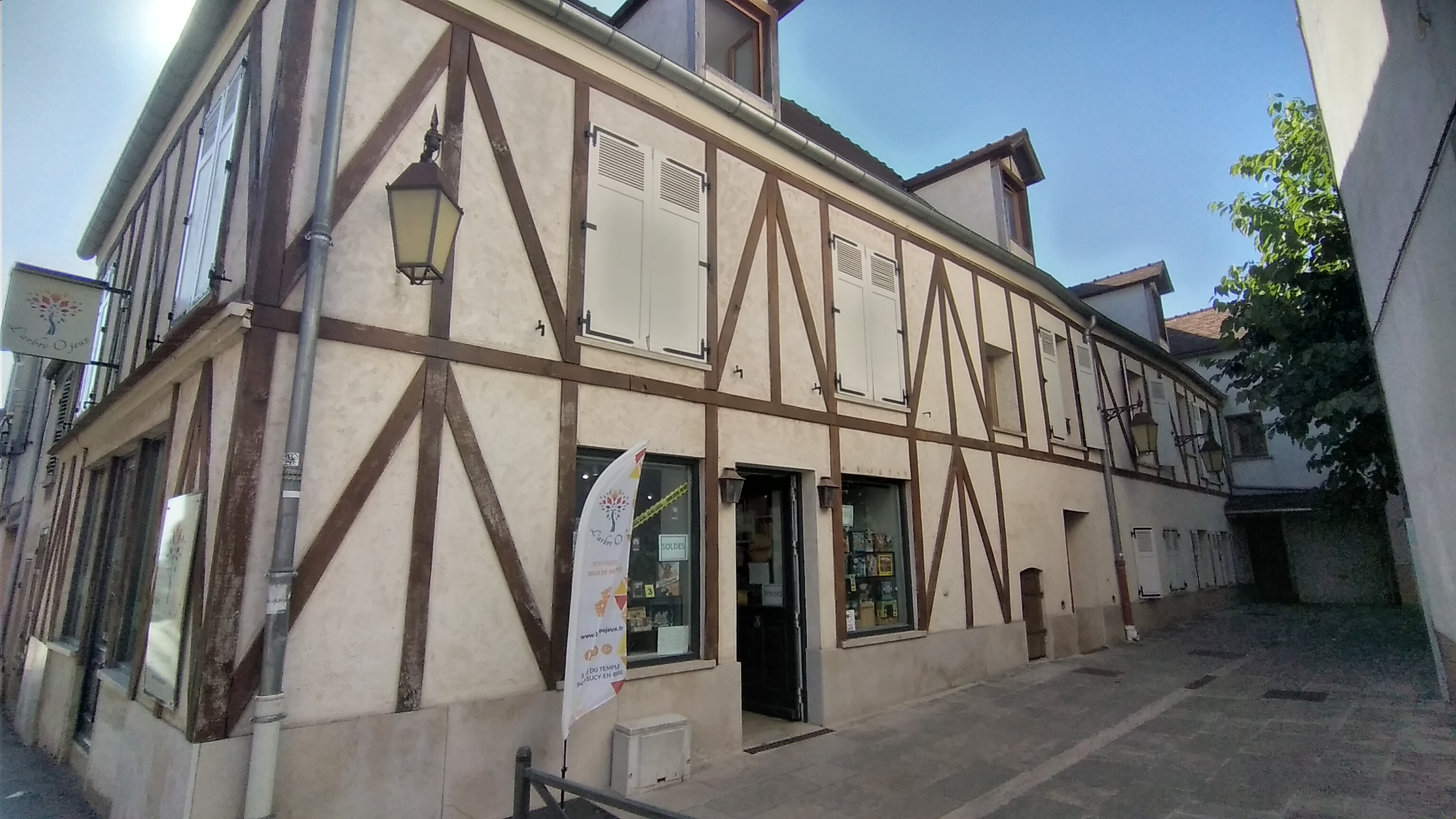
Maison de Catherine de la Guette, au 3 rue du Temple.

La Fronde (1648-1653) va toucher Sucy et y faire comme dans toute l'Île-de-France, des ravages et destructions. Une noble habitante du village, Catherine de La Guette, va participer à la Fronde, ses Mémoires permettent de mieux connaître cette époque et des événements qui se sont tenus à Sucy. Sa maison est toujours visible en ville.
L'étude du bâti au XVIIe siècle montre d'abord que, bien que les anciens remparts ne soient plus que ruines, le plan du centre du village n'a pas évolué depuis le Moyen Âge. l'église Saint-Martin en est l'édifice le plus remarquable. L'habitat y est enchevêtré autour de nombreuses cours communes. Les grandes fermes sont situées à l'extérieur des murs. On peut citer : la ferme de Grand-Val, celle du Petit-Val et celle de Pacy, toutes dépendent d'un des châteaux qui caractérisent l'évolution du village : la proximité de Paris a fait que de nombreux bourgeois ont une maison dans le village et que les châteaux y sont nombreux tout autour. À l'exception des châteaux de Grand-Val et de Chaumoncel, ils existent toujours et font partie du patrimoine de la ville.
Ces nombreux châteaux ont été le siège d'une intense activité intellectuelle aux XVIIe et XVIIIe siècles et parmi les grandes figures qui y séjournèrent souvent, il convient de relever : la marquise de Sévigné qui fut élevée et vécut longtemps au Château de Montaleau, le baron d'Holbach qui fut propriétaire du château de Grand-Val où il accueillit plusieurs fois Denis Diderot au moment de L'Encyclopédie (1759).

### Révolution française et Empire
En 1788 le village de Sucy correspond au centre de la ville actuelle. Il compte 1 063 habitants répartis en 269 feux. La vigne y est une activité importante.
En 1793 Sucy devient chef-lieu de canton, fait partie du district de Corbeil dans le département de Seine-et-Oise. Le premier maire est Jacques-Claude Henry. Le village prend le nom de Sucy-le-Peletier en hommage au député Peletier de Saint Fargeau.
Lors de la vente des biens nationaux les principaux biens sont ceux du chapitre de Notre-Dame, seigneur du lieu.
Sucy-en-Brie disposait d'une école dès 1668 qui disparait pendant la Révolution française.
L'an 1794 voit lancer l'assèchement du marais qui sépare Sucy de Bonneuil.
En frimaire de l'An II, trois cloches de l'église Saint-Martin sont descendues du clocher et envoyées à Paris pour y être fondues. Il ne restera plus que la plus grosse, baptisée Martine, elle est toujours en place.
En 1794 a lieu à Sucy un événement tragique de la Terreur. Le 1er avril, madame de Saint-Amaranthe, propriétaire du château de Chaumoncel, est arrêtée. Elle sera guillotinée le 17 juin ainsi que sa fille Émilie (19 ans) et son fils Louis (16 ans).

### Époque contemporaine
En ce début du XIXe siècle, Sucy-en-Brie est touchée par les événements nationaux qui se succèdent. Les guerres de l'Empire entrainent des réquisitions, puis la chute de Napoléon en 1814 voit le village subir l'occupation des forces alliées. Le maire de l'époque, César Ginoux, se plaint des Wurtembergeois et des Bavarois auprès du préfet. À l'issue des Cent-Jours des troupes d'occupation sont de nouveau présentes avec leur cortège de réquisitions, la ville en sort appauvrie mais sans avoir été dévastée.
Les Révolutions de 1830 et 1848 n'ont pas d'impact majeur sur le village, il n'en sera pas de même avec la guerre de 1870. Sa proximité de Paris fait que Sucy-en-Brie est directement mêlé à la guerre. Face à l'arrivée des Prussiens, les habitants fuient pour se réfugier à Paris ; le village est occupé le 16 septembre 1870. Des batailles ont lieu dans les boucles de la Marne, au voisinage immédiat du village, en particulier à Champigny en novembre 1870. En 1871 les Sucyciens rentrent progressivement. Le village est dévasté, tout particulièrement ses châteaux qui ont abrité des troupes d'occupation. Le château de Chaumoncel, restera à l'abandon.Il sera progressivement détruit à la fin du siècle et son terrain loti.
Une des conséquences importantes de la guerre de 1870, les terres ayant été ruinées et les vignes détruites, va être l'accélération de la mutation de l'agriculture vers l'industrie. Sucy devient progressivement une banlieue.

#### La ville en mutation
Un des signes de la mutation de Sucy-en-Brie tout au long de ce grand XIXe siècle est l'évolution démographique. Le recensement de 1831 compte 1 266 habitants. La population monte jusqu'à 1 327 habitants en 1866 et chute à 1 072 habitants en 1872, signe quantifié de l'impact de la guerre de 1870. La population monte ensuite assez régulièrement pour, en 1911, atteindre 1 966 personnes.
Une école est rétablie dès le Consulat. Le maire de l'époque, César Ginoux, entreprit en 1819 de financer sur ses deniers la construction d'une nouvelle école, bâtiment qui disparait en 1890. En 1841 la grande maison de la cour de la Recette est acquise et sera utilisée comme école, pendant plus de 50 ans, et comme mairie, le bâtiment est encore visible aujourd'hui. En 1890 le parc du château du Petit-Val est loti, le bâtiment et son parc sont acquis par la congrégation des filles de Marie Immaculée qui y ouvre, entre autres, une école de jeunes filles. Cette école privée, qui s'est beaucoup agrandie, existe toujours aujourd'hui. En 1894, une nouvelle école voit le jour, c'est celle que nous connaissons aujourd'hui sous le nom d'école du Centre. Elle accueille d'abord les garçons puis est agrandie en 1908 pour accueillir les filles.
L'évolution de l'activité dans la ville est elle aussi symptomatique d'une grande mutation. Si l'agriculture céréalière subsiste, la culture de la vigne disparait. Le nombre d'agriculteurs diminue fortement au profit du nombre des employés et des travailleurs de l'industrie.
La période est aussi celle de l'éclosion des services. Un bureau de poste est créé à Sucy en 1873, le télégraphe est opérationnel l'année suivante, le téléphone arrive en 1904. Sucy-en-Brie est reliée en 1866 au réseau d'eau courante de la Compagnie des eaux de Seine. L'éclairage public (à pétrole) est mis en place en 1880. En 1895 le gaz de ville devient disponible, une usine à gaz est installée dans le bas de la commune, près de la station de train. Mais le signe le plus fort de la mutation, celui qui fera plus que tout autre que Sucy-en-Brie devienne une banlieue, c'est l'arrivée du train. Une ligne est progressivement construite qui relie la gare de la Bastille à Paris à celle de Brie-Comte-Robert. La gare de Sucy - Bonneuil est inaugurée le 3 septembre 1872.

#### D'une guerre à l'autre
Lors de la Première Guerre mondiale Sucy-en-Brie échappe à une nouvelle occupation grâce aux victoires lors des batailles de la Marne. La ville souffre  comme le reste du pays des impacts humains et économiques de ce conflit au premier rang desquels le monument aux morts commémore les 64 sucyciens morts pour la France.
La période de l'entre deux guerres est celle d'une croissance importante de la population : de 1921 à 1936 celle-ci passe de 2 467 à 6 883 habitants. Cette population qui se densifie, se modifie aussi dans sa composition. De 61 en 1921 les employés du secteur industrie passent à 577 en 1936, alors que le secteur agricole décroit de 161 à 107. Pour accueillir cette population de nouveaux quartiers se construisent : le quartier du Plateau dès 1921, puis celui de Grand-Val sur l'ancien domaine du château qui est loti.
L'industrie s'installe en bas de la ville. Une verrerie est fondée en 1917, reprise et relancée après la guerre elle entre, en 1926, dans le giron de la Compagnie de Saint-Gobain qui la détient encore aujourd'hui. En 1936 elle emploie 379 personnes, dont 320 résident dans la commune.
C'est aussi dans cette période que les services se transforment. La distribution de l'eau, qui est gérée depuis 1924 par la Société lyonnaise des eaux, était effectuée par des bornes publiques, les dernières sont fermées en 1938, les habitations étant raccordées au réseau. Un nouveau service, l'électricité, va ensuite s'installer progressivement dans la ville, de 1927 à 1938, année qui voit le quartier des Bruyères être enfin raccordé.
Du côté des services de la sécurité, la commune accueille en 1930 une brigade de la gendarmerie. Pour la police, elle dépend depuis 1935 du commissariat de Boissy-Saint-Léger. La commune dispose depuis 1830 d'une compagnie de sapeurs-pompiers volontaires installée cour de la Recette.
Pour faire face à l'augmentation des besoins, de nouvelles écoles sont construites : l'école Jean-Jacques Rousseau, au Grand-Val, ouvre en 1934, suivie par l'école du Plateau.
Le 1er septembre 1939 le maire, Edouard Garciot, fait afficher l'ordre de mobilisation générale, environ 500 sucyciens sont concernés. La ville est occupée par l'armée allemande le 16 juin 1940, en particulier le fort. Lors de la retraite de l'armée allemande, le 25 août 1944, le bâtiment central du fort est détruit par une explosion. Sucy-en-Brie est libérée le lendemain.

#### La seconde moitié duXXesiècle
En 1946 la ville compte 6 825 habitants, elle va se peupler rapidement. Face à la crise du logement qui touche la région parisienne, des cités sont construites. À Sucy-en-Brie, c'est le parc du château qui est loti et la Cité verte voit le jour en 1961, elle héberge 680 logements dans des tours au milieu d'espaces verts. Le château lui-même va être laissé à l'abandon, il sera restauré puis inauguré en 2007.
En 1962 la mairie quitte la cour de la Recette pour s'installer dans le château de Montaleau donc la municipalité est propriétaire depuis 1937.
Aux élections législatives de 1962, un homme jeune et encore inconnu est élu : Jean-Marie Poirier qui a alors 33 ans. Élu maire en 1964, à la suite du décès brutal de son prédécesseur, il marque la ville de son empreinte. Il sera en effet son maire jusqu'en 2007.
C'est sous les mandats successifs de Jean-Marie Poirier que la ville prend son état actuel. La population va croitre de 10 000 à environ 25 000 habitants. L'habitat va progressivement remplacer totalement les champs. Après la Cité Verte, c'est la Fosse rouge qui est construite sur la rive du Morbras (812 appartements), puis les Noyers en 1970 avec 209 logements et la Procession en 1973. Mais ces grands ensembles sont équilibrés par de nombreuses constructions pavillonnaires et la construction de résidences en accession à la propriété.

## Politique et administration

### Rattachements administratifs et électoraux
Jusqu’à la loi du 10 juillet 1964, la commune faisait partie du département de Seine-et-Oise. Le redécoupage des anciens départements de la Seine et de Seine-et-Oise fait que la commune appartient désormais au Val-de-Marne après un transfert administratif effectif le 1er janvier 1968, ainsi qu'à l'arrondissement de Créteil.
La commune est fugacement le chef-lieu du canton de Sucy de 1793 à 1801, année à laquelle il intègre le canton de Boissy-Saint-Léger. Ce canton est scindé en 1984 et la commune redevient chef-lieu du canton de Sucy-en-Brie. Dans le cadre du redécoupage cantonal de 2014 en France, la commune fait désormais partie du canton de Saint-Maur-des-Fossés-2.
Sucy-en-Brie fait partie du ressort du tribunal d'instance de Sucy-en-Brie, dont les locaux du château de Montaleau ont été inaugurés le 17 juin 2015, du conseil de prud'hommes de Villeneuve-Saint-Georges, du tribunal de grande instance, du tribunal pour enfants de Créteil, du tribunal de commerce de Créteil et la cour d'appel de Paris
Dans l'ordre administratif, elle relève du tribunal administratif de Melun et de la cour administrative d'appel de Paris.

### Intercommunalité
La commune faisait partie de la communauté d'agglomération du Haut Val-de-Marne créée en 2001.
Dans le cadre de la mise en œuvre de la volonté gouvernementale de favoriser le développement du centre de l'agglomération parisienne comme pôle mondial est créée, le 1er janvier 2016, la métropole du Grand Paris (MGP), dont la commune est membre.
La loi portant nouvelle organisation territoriale de la République du 7 août 2015 prévoit également la création de nouvelles structures administratives regroupant les communes membres de la métropole, constituées d'ensembles de plus de 300 000 habitants, et dotées de nombreuses compétences, les établissements publics territoriaux (EPT).
La commune a donc également été intégrée le 1er janvier 2016 à l'établissement public territorial Grand Paris Sud Est Avenir, qui succède notamment à la communauté d'agglomération du Haut Val-de-Marne.

### Tendances politiques et résultats
Sucy-en-Brie est une ville dirigée par le parti Les Républicains (Droite), les résultats de l'ensemble des élections des cinquante dernières années le confirment.
Élections présidentielles
Lors de l'élection présidentielle de 2007, Nicolas Sarkozy y a réuni 57,5 % des voix au second tour ; le premier tour l'a vu en tête avec 36,67 % des voix devant Ségolène Royal (24,13 %), François Bayrou (21,82 %), Jean-Marie Le Pen (7,20 %)...
Lors de l'élection présidentielle de 2012, Nicolas Sarkozy y a réuni 53,09 % des voix au second tour ; le premier tour l'a vu en tête avec 31,91 % des voix devant François Hollande (28,47 %), Marine Le Pen (12,97 %), François Bayrou (10,72 %), Jean-Luc Mélenchon (9,91 %)…
Lors de l'élection présidentielle de 2017, Emmanuel Macron y a réuni 78,08 % des voix au second tour ; le premier tour l'a vu en tête avec 28,95 % des voix devant François Fillon (25,57 %), Jean-Luc Mélenchon (17,71 %), Marine Le Pen (12,24 %), Benoît Hamon (6,44 %)…
Élections législatives
Pour l'élection des députés, Sucy-en-Brie fait partie de la quatrième circonscription du Val-de-Marne.
Lors des élections législatives de 2007, Jacques-Alain Bénisti (UMP) est élu député de la 4e circonscription du Val-de-Marne avec 56,61 % des voix au second tour. À Sucy-en-Brie, il obtient 55,71 % au second tour devant Simonne Abraham-Thisse (PS) ; le premier tour a vu en tête Marie-Carole Ciuntu (divers droite) avec 42,26 % des voix, devant Simonne Abraham-Thisse (PS) (21,48 %), Jacques-Alain Bénisti (UMP) (21,08 %)…
Lors des élections législatives de 2012, Jacques-Alain Bénisti (UMP) est réélu député de la 4e circonscription du Val-de-Marne avec 50,09 % des voix au second tour. À Sucy-en-Brie, il obtient 51,09 % au second tour ; le premier tour a vu en tête Simonne Abraham-Thisse (PS) avec 34,18 % des voix, devant Jacques-Alain Bénisti (UMP) (33,32 %), Philippe Oribes (FN) (12,10 %)…
À Sucy-en-Brie, lors du second tour des élections législatives de 2017, Marie-Carole Ciuntu réunit 56,82 % des suffrages exprimés, alors qu'elle avait été devancée au premier tour par Maud Petit (LREM-MoDem) qui avait obtenu 35,75 % des voix face à Marie-Carole Ciuntu (32,83 %), Mirabelle Lemaire (LFI) (9,43 %)...
Élections régionales
Sucy-en-Brie fait partie de la région Île-de-France
Les résultats des élections régionales de 2013 y sont les suivants :
2e tour : Abstention : 38,31%, Blancs et Nuls : 3,51% soit 357 votes : Valérie Pécresse (UD) : 52,23%, 5128 votes ; Claude Bartolone (UG) : 34,99%, 3436 votes ; Wallerand de Saint-Just (FN) : 12,78%, 1255 votes.
Élections municipales
Lors du premier tour des élections municipales de 2020 dans le Val-de-Marne, la liste menée par la maire sortante, Marie-Carole Ciuntu (LR) a remporté la majorité absolue des suffrages exprimés, avec 3 586 voix (52,72 %), devançant largement les listes menées par Vincent Giacobbi (Union du centre, 1 362 voix, 20,02 %), par Jean-Paul Grange (EELV, 1 174 voix, 17,26 %) et la liste menée par Georges Spido (divers centre, 680 voix, 10,00 %) lors d'un scrutin marqué par 57,80 % d'abstention.

### Administration municipale
La commune comprenant entre 20 000 et 29 999 habitants, le conseil municipal comprend 35 membres, y compris le maire et ses adjoints.

### Politique locale
La maire de la commune a été condamnée, après cassation, par la cour d'appel de Paris à indemniser des familles Rom dont elle avait illégalement refusé l'inscription de leurs enfants dans les écoles municipales.

### Liste des maires
Une des caractéristiques fortes de la commune est le très long mandat de Jean-Marie Poirier qui a marqué la ville de son empreinte.
| Période        | Période                       | Identité             | Étiquette        | Qualité |
| -------------- | ----------------------------- | -------------------- | ---------------- | --- |
| 1944           | juin 1946                     | François Nespoulous  | PCF              | Chauffeur à la TCRP (RATP) puis employé Décédé en fonction |
| juillet 1946   | octobre 1947                  | Louis Hutin          | SFIO             | Agent à la préfecture de la Seine, ancien adjoint |
| octobre 1947   | janvier 1964                  | Albert Pleuvry       | Rad.             | Industriel Décédé en fonction |
| février 1964   | janvier 2007,                 | Jean-Marie Poirier   | UDF-CDS puis UMP | Journaliste, Conseiller d’État Député de Seine-et-Oise (16e circ.) puis du Val-de-Marne (8e circ.) (1962 → 1973) Sénateur du Val-de-Marne (1995 → 2004) Conseiller général de Boissy-St-Léger puis de Sucy (1967 → 1995) Vice-président du conseil général[Quand ?] Président de la CA Haut Val-de-Marne (2001 → 2007) Démissionnaire |
| février 2007,  | novembre 2023                 | Marie-Carole Ciuntu, | UMP → LR         | Avocate au barreau de Créteil Sénatrice du Val-de-Marne (2023 → ) Conseillère générale de Sucy-en-Brie (1995 → 2010) Conseillère régionale (2010 →) Vice-présidente de la région Île-de-France (2015 → 2023) Démissionnaire à la suite de son élection comme sénatrice                                                                |
| novembre 2023, | En cours (au 7 novembre 2023) | Olivier Trayaux      | LR               | Chef d'entreprise Premier adjoint au maire (2020 → 2023) |

### Démocratie participative
La commune a mis en place un conseil municipal des jeunes. Ce conseil regroupe une vingtaine d'élèves élus, de toutes les écoles primaires et collèges de Sucy-en-Brie. Ces conseillers, issus des classes de CM1 et de 6e, ont un mandat de deux ans[réf. nécessaire].
Le conseil municipal des jeunes de Sucy-en-Brie s'organise en trois commissions de travail : la commission sports, loisir et vie scolaire, la commission environnement et vie locale et la commission solidarité. Il dispose d'un journal l'écho du CMJ qui retrace toutes ses actions, notamment à vocation éducative ou caritative, durant l'année passée[réf. nécessaire].
La ville a également mis en place 6 conseils de quartiers couvrant tout le territoire de la commune ainsi qu'un conseil des sages[réf. nécessaire].

### Jumelages
| Sucy-en-Brie est jumelée avec les villes de - Bietigheim-Bissingen (Allemagne) depuis le 11 juin 1967 - Surrey Heath (Angleterre) depuis le 19 avril 1969 - Ofaqim (Israël) depuis le 18 octobre 1987 - Trujillo (Pérou) depuis le 25 février 1997 - Scituate, MA (États-Unis) depuis le 1er mars 2011 | \| \| |
| La ville de Bietigheim-Bissingen en Allemagne · La ville de Surrey Heath en Angleterre · La ville d'Ofakim en Israël · La ville de Trujillo au Pérou · La ville de Scituate aux États-Unis |       |

## Équipements et services publics

### Enseignement

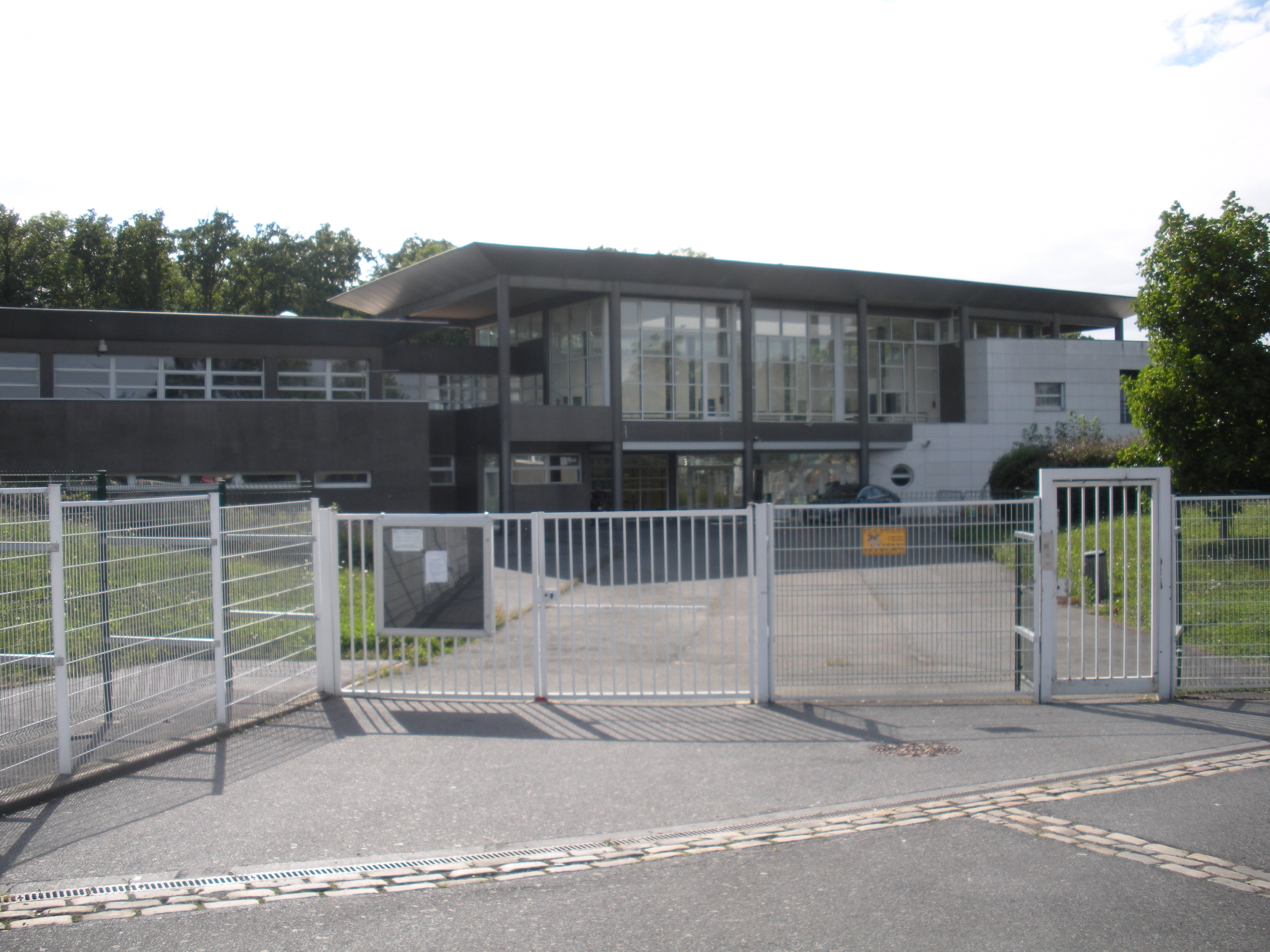
Lycée Christophe Colomb

La commune de Sucy-en-Brie relève de l'académie de Créteil.
Elle administre sept écoles maternelles et sept écoles élémentaires communales et dispose de l'école élémentaire privée Petit Val.
Le département gère trois collèges : le Collège du Fort comprend une section d'enseignement général et professionnel adapté (SEGPA), le collège du Parc dessert également la commune voisine de Noiseau, et un collège privé Petit Val.
La région Île-de-France gère trois lycées : le lycée Christophe-Colomb (qui dispose d'une section d'enseignement professionnel consacrée aux systèmes électroniques numériques), le lycée polyvalent Montaleau (qui dispose d'une section d'enseignement professionnel consacrée aux métiers de l'hôtellerie) et le lycée privé Petit Val.
L'ensemble scolaire Petit Val est un établissement privé catholique sous contrat d'association avec l'État et sous tutelle marianiste.

### Santé
La ville n'abrite ni hôpital ni clinique. Les hôpitaux les plus proches la desservant sont l'Hôpital intercommunal de Créteil et le Centre hospitalier universitaire Henri-Mondor, tous deux situés dans la ville de Créteil.
La commune est pourvue d'un service d'accueil médical initial (SAMI).

## Population et société

### Démographie
L'évolution du nombre d'habitants est connue à travers les recensements de la population effectués dans la commune depuis 1793. Pour les communes de plus de 10 000 habitants les recensements ont lieu chaque année à la suite d'une enquête par sondage auprès d'un échantillon d'adresses représentant 8 % de leurs logements, contrairement aux autres communes qui ont un recensement réel tous les cinq ans,.

En 2022, la commune comptait 27 593 habitants, en évolution de +5 % par rapport à 2016 (Val-de-Marne : +3 %, France hors Mayotte : +2,11 %).
| 1793  | 1800  | 1806  | 1821  | 1831  | 1836  | 1841  | 1846  | 1851  |
| ----- | ----- | ----- | ----- | ----- | ----- | ----- | ----- | ----- |
| 1 063 | 1 107 | 1 117 | 1 176 | 1 266 | 1 191 | 1 175 | 1 204 | 1 136 |

| 1856  | 1861  | 1866  | 1872  | 1876  | 1881  | 1886  | 1891  | 1896  |
| ----- | ----- | ----- | ----- | ----- | ----- | ----- | ----- | ----- |
| 1 155 | 1 286 | 1 327 | 1 072 | 1 130 | 1 368 | 1 228 | 1 229 | 1 450 |

| 1901  | 1906  | 1911  | 1921  | 1926  | 1931  | 1936  | 1946  | 1954  |
| ----- | ----- | ----- | ----- | ----- | ----- | ----- | ----- | ----- |
| 1 531 | 1 736 | 2 091 | 2 573 | 4 643 | 6 113 | 6 883 | 6 825 | 8 570 |

| 1962   | 1968   | 1975   | 1982   | 1990   | 1999   | 2006   | 2011   | 2016   |
| ------ | ------ | ------ | ------ | ------ | ------ | ------ | ------ | ------ |
| 13 258 | 17 206 | 21 984 | 23 379 | 25 839 | 24 812 | 26 261 | 25 655 | 26 279 |

| 2021   | 2022   | - | - | - | - | - | - | - |
| ------ | ------ | - | - | - | - | - | - | - |
| 27 622 | 27 593 | - | - | - | - | - | - | - |

Après une période de forte croissance, le niveau de population s'est stabilisé depuis 1990, cela s'explique par la réduction du nombre de constructions nouvelles. La population de Sucy-en-Brie est aussi marquée par une évolution sensible de la taille des ménages, qui diminue régulièrement. Cette évolution s'explique pour partie par le vieillissement de la population : entre 1999 et 2066 la part des ménages de plus de 55 ans progressait (de 28 % à 33 %) pendant que celle des ménages de moins de 39 ans diminuait (de 42 % à 39 %).

### Manifestations culturelles et festivités
Chaque année, depuis 1977, la Fête des associations est organisée début septembre. En 2012 elle a réuni plus de 140 associations.
Le dimanche suivant a lieu la Foire à la brocante avec plus de 800 exposants en 2012. Ces fêtes sont les héritières de la Foire de Sucy.

### Sports et loisirs

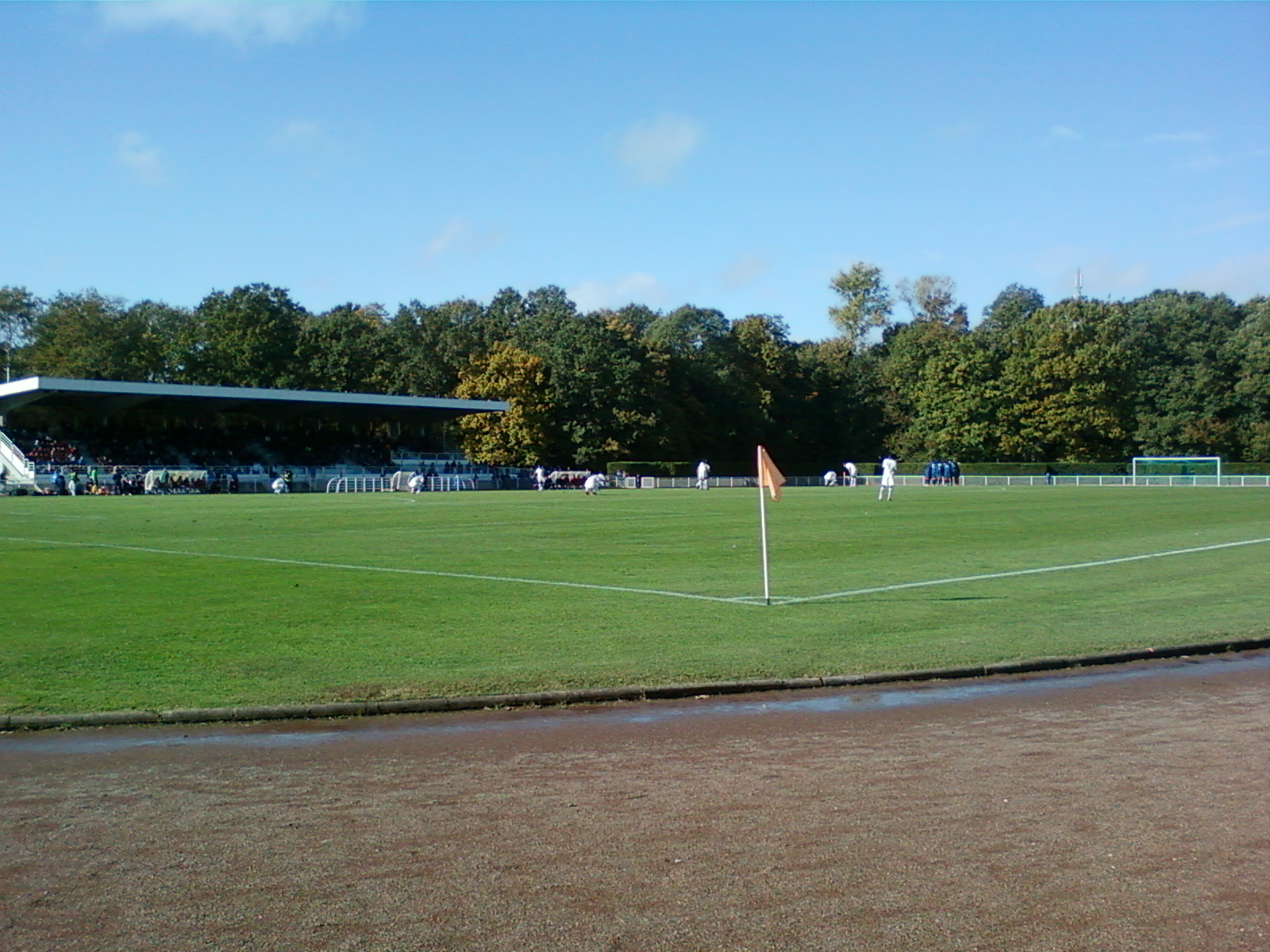
Le Parc de Sucy contient en son sein le Parc omnisports

La ville compte quatre gymnases, un dojo, trois salles de danses et une piscine (gérée par la Communauté d'agglomération du Haut Val-de-Marne) et un parc des sports qui accueille le stade Christine-Arron (le premier en France à honorer cette athlète, avec une piste d'athlétisme et des terrains de football et rugby rénovés), les terrains de tennis et de nombreuses autres activités.
Les associations sportives sont nombreuses et variées, l'annuaire de sports municipal en recense trente-quatre.
L'Espace sportif de Sucy (ESS), créé en 1990 est la principale association multi-sports et regroupe dix sections. Il est l'héritier de l'Amicale sportive de Sucy (ASS), fondée en 1926. On y pratique le football depuis la fondation, le basket depuis 1927, la gymnastique depuis 1930.

#### Judo
Le 7 mars 2015, l'équipe de judo senior masculine devient championne de France 1re division à Toulouse.
en 2018, le club obtient son second titre de champion de france par équipe 1re division.
Le club obtient un troisième titre le 4 octobre 2020 à Brest.
Plusieurs athlètes, actuels et anciens, de Sucy judo sont ou ont été en équipe de France : Axel Clerget, Luka Mkheidze, Joseph Terhec, Adrien Raymond, Arthur Clerget, Pape-Doudou Ndiaye, Matthieu Dafreville, Hervé Fichot, Adrien Pin, ...

#### Rugby à XV
Le Rugby club de Sucy, champion Île-de-France Honneur 2015-2016 et demi-finaliste du Championnat de France la même année. Depuis la saison 2017-2018, l'équipe évolue en championnat de France de Fédérale 3.

### Médias
La ville diffuse deux publications concernant les actualités de la commune : Sucy Info et Sortir à Sucy.
Le quotidien Le Parisien, dans son édition « Val-de-Marne », consacre régulièrement des articles à l'actualité de la ville.

### Cultes
Les communautés catholique, israélite et musulmane disposent à Sucy de lieux de culte.
Les fidèles catholiques dépendent de la paroisse catholique Saint-Martin au sein du diocèse de Créteil qui dispose de quatre lieux de culte : l'église Saint-Martin, la chapelle Notre-Dame des Bois (Les Bruyères), la chapelle Sainte-Bernadette (Le Plateau) et la chapelle Sainte-Jeanne de Chantal (Grand-Val).
La communauté israélite dispose de la synagogue Beth Shalom.
La communauté musulmane dispose d'une salle de prière : la mosquée Billal.
La communauté protestante se retrouve au temple de Boissy-Saint-Léger.

## Économie

### Revenus de la population et fiscalité
En 2004, on dénombrait 231 ménages sucyciens redevables de l'impôt sur la
fortune ; le montant moyen de l'impôt sur la fortune à Sucy-en-Brie était de 4 180 € par an contre 5 683 €
par an au niveau de la moyenne nationale et le patrimoine moyen des redevables sucyciens de l'ISF était de
1 338 256 €.
En 2014, on dénombrait 187 ménages sucyciens redevables de l'impôt
sur la fortune; le montant moyen de l'impôt sur la fortune à Sucy-en-Brie était de 8 293 € par an ; et le
patrimoine moyen des redevables sucyciens de l'ISF était de 2 228 943 €.
En 2010, le revenu fiscal médian par ménage était de 41 886 €, ce qui plaçait Sucy-en-Brie au 1 707e rang parmi les 31 525 communes de plus de 39 ménages en métropole.

### Emploi
En 2009, la population âgée de 15 à 64 ans s'élevait à 17 056 personnes, parmi lesquelles on comptait 73,5 % d'actifs dont 68,0 % ayant un emploi et 5,6 % de chômeurs.
On comptait 6 567 emplois dans la zone d'emploi, contre 6 462 en 1999. Le nombre d'actifs ayant un emploi résidant dans la zone d'emploi étant de 11 679, l'indicateur de concentration d'emploi est de 56,2 %, ce qui signifie que la zone d'emploi offre un peu plus d'un emploi pour deux habitants actifs.
Répartition des emplois par domaine d'activité
|                                  | Agriculteurs | Artisans, commerçants, chefs d'entreprise | Cadres, professions intellectuelles | Professions intermédiaires | Employés | Ouvriers |
| -------------------------------- | ------------ | ----------------------------------------- | ----------------------------------- | -------------------------- | -------- | -------- |
| Sucy-en-Brie (Ensemble : 12 548) | 6            | 644                                       | 3 382                               | 3 616                      | 3 225    | 1 675    |
| Source des données : Insee       |              |                                           |                                     |                            |          |          |

En 2013, la population âgée de 15 à 64 ans s'élevait à 16531 personnes, parmi lesquelles on comptait 74,6 % d'actifs dont 67,4 % ayant un emploi et 7,2 % de chômeurs.

### Entreprises et commerces
Au 31 décembre 2010, Sucy-en-Brie comptait 1 578 établissements : 7 dans l’agriculture-sylviculture-pêche, 58 dans l'industrie, 175 dans la construction, 1 097 dans le commerce-transports-services divers et 241 étaient relatifs au secteur administratif.
En 2011, 207 entreprises ont été créées à Sucy-en-Brie, dont 133 par des autoentrepreneurs.
Répartition des établissements par secteur d'activité
|                                                              | Total | %     | 0 salarié | 1 à 9 salariés | 10 salariés ou plus |
| ------------------------------------------------------------ | ----- | ----- | --------- | -------------- | ------------------- |
| Ensemble                                                     | 1 578 | 100,0 | 1 054     | 411            | 113                 |
| Agriculture, sylviculture et pêche                           | 7     | 0,4   | 7         | 0              | 0                   |
| Industrie                                                    | 58    | 3,7   | 32        | 15             | 11                  |
| Construction                                                 | 175   | 11,1  | 80        | 75             | 20                  |
| Commerce, transports et services divers                      | 1 097 | 69,5  | 754       | 287            | 56                  |
| Administration publique, enseignement, santé, action sociale | 241   | 15,3  | 181       | 34             | 26                  |
| Source des données : Insee                                   |       |       |           |                |                     |

## Culture et patrimoine

### Lieux et monuments

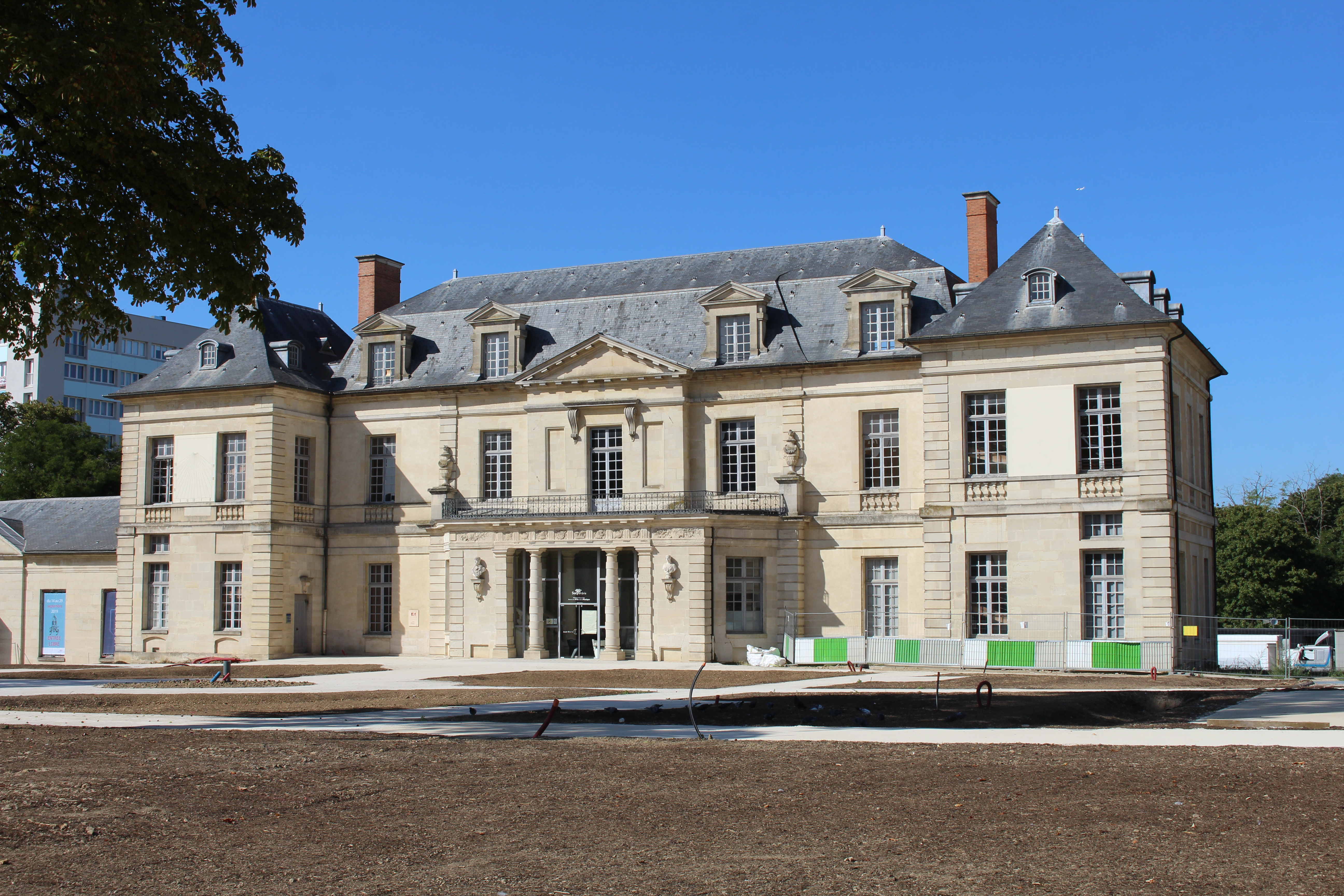
Château de Sucy-en-Brie

La commune dispose d'un monument classé et de deux monuments inscrits à l'inventaire des monuments historiques :
- Le château de Sucy est classé depuis le 18 juillet 1975[c 1]. Il a été édifié en 1660 par l'architecte François Le Vau pour le financier Nicolas Lambert, qui possédait en outre l'hôtel Lambert à Paris. Les dépendances, métairie et orangerie ont été transformées respectivement en musée et siège de la Société historique, et en lieu d'expositions et de concerts. Au terme d'une longue et méticuleuse restauration, la certitude est maintenant acquise qu'un des plafonds peints du château l'a été de la main de Charles Le Brun. Depuis sa restauration et son inauguration en juin 2007, il abrite le conservatoire de musique. En 2019, le parvis est restauré afin d'y installer le "jardin du château", jardin à la française comprenant une fontaine centrale et une sculpture de l'artiste Jean-Marc de Pas. Cette installation rentre dans le projet de restauration du bourg ancien.
- Le chœur, le transept et le clocher de l'église Saint-Martin sont inscrits depuis le 27 mars 1926[c 2]. Le clocher date du XIIe siècle.
- Les façades et toitures du château de Haute-Maison sont inscrites depuis le 20 février 1980[c 3]. Édifié au XVIIe siècle, ce château est marqué par l'un de ses illustres propriétaires, Ludovic Halévy, librettiste de Carmen et des opérettes d'Offenbach. Il accueille aujourd'hui la salle des mariages et certains des services municipaux.

La commune dispose également de 32 objets classés à l'inventaire des monuments historiques : 26 au château de Sucy et 6 dans l'église Saint-Martin (cloche datée de 1638 et cinq tableaux saint Jean-Baptiste et saint Nicolas, Le Meurtre d'Abel, Le Jugement de Salomon, L'adoration des bergers, L'annonciation.
On peut également signaler : 

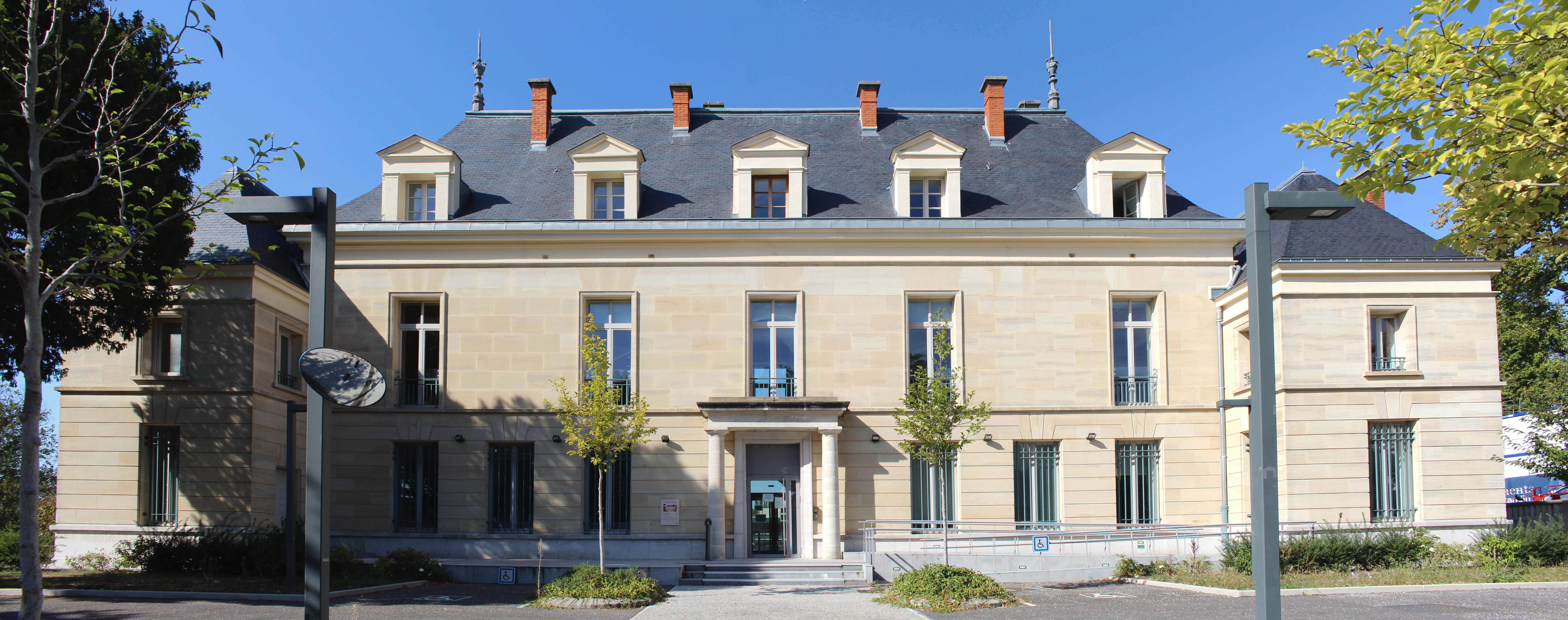
Château de Montaleau

La commune possède 31 monuments répertoriés à l'inventaire général du patrimoine culturel de la France dont :
- Le château de Grand-Val[c 11]. Détruit presque totalement en 1949, il ne reste aujourd'hui que la ferme, occupée par le Centre culturel de la commune. Le château accueillit entre autres Diderot, sur l'invitation du baron d'Holbach.
- Le château de Montaleau[c 12]. Il fut la propriété de Philippe de Coulanges, grand-père de Madame de Sévigné, fut utilisé comme mairie puis a abrité le Conservatoire de musique (jusqu'en 2007). Totalement rénové, celui-ci abrite depuis avril 2015, le nouveau Tribunal d'Instance en lieu et place de celui de Boissy Saint Léger.
- Le château du Petit-Val[c 13]. Édifié en 1772, anciennement propriété du frère de Madame de Pompadour. Puis celui des sœurs Marianistes pendant de longues années, c'est aujourd'hui un établissement d'enseignement privé mixte, l'Institution du Petit-Val, toujours sous la responsabilité des sœurs.
- Le fort de Sucy fut construit, de 1879 à 1881, par le Général Séré de Rivières, le père des fortifications françaises sous la IIIe République. Il a été utilisé pendant la seconde guerre mondiale. Il fait l'objet d'une campagne de restauration et de mise en valeur (coordonnée par l'association À la découverte du Fort de Sucy), et abrite quelques associations. Des visites y sont régulièrement organisées.

### Personnalités liées à la commune
- Marie de Rabutin-Chantal (1626-1696), dite la marquise de Sévigné, orpheline à 7 ans, elle vint régulièrement à Sucy, au château de Montaleau, propriété de son oncle Philippe de Coulanges auquel elle avait été confiée[t1 8].
- Madame de Saint-Amaranthe (1751-1794), propriétaire du château de Chaumoncel où elle est arrêtée le 1er avril 1794, elle sera guillotinée le 17 juin à Paris.
- La famille Ginoux, propriétaire du château de Sucy :
  - César Ginoux (1746-1838), maire de Sucy de 1806 à 1838 ;
  - Gabriel-Raymond Ginoux (1769-1850), maire de Sucy de 1838 à 1850 ;
  - César-Auguste comte Ginoux-Defermon (1828-1889), député de Loire-Inférieure (1871-1889) ;
  - Charles Ginoux (1832-1907), maire de Sucy de 1881 à 1892.
- La famille Halévy, propriétaire du château de Haute-Maison à partir de 1897 :
  - Ludovic Halévy (1834-1908), librettiste, acheta le château ;
  - Élie Halévy (1870-1937), philosophe et historien ;
  - Daniel Halévy (1872-1962), historien.
- Frédéric Florian (1858-1926), graveur suisse, mort dans cette ville.
- Le chanoine Édouard Weiss (1883-1938), curé de Sucy-en-Brie de 1922 à 1954

Il a fait bâtir la chapelle Sainte-Jeanne de Chantal (1931), la première chapelle Sainte-Bernadette (1936-1980). Il a créé l'ASS (Association sportive de Sucy) en 1926 et la Chorale Saint-Martin. Il est à l'origine de la bibliothèque (1925). À la fin de sa vie, il rédigea une Histoire de Sucy.
- Pierre Turin (1891-1968), graveur et médailleur français, né et mort dans cette ville.
- Irène Lagut (1893-1994), peintre française, née à Sucy-en-Brie.
- Émile Cornic, (1894-1964), épéiste français. Médaillé d'argent aux Jeux d'Anvers 1920 y est né.
- Jean Andrivet (1899-1976), judoka français, l’un des pionniers de cette discipline en France et 1er Président du Collège des ceintures noires a vécu à Sucy-en-Brie.
- Maurice Favières (1922-2016), animateur de radio et de télévision français, est mort à Sucy-en-Brie
- Jean-Marie Poirier (1929-2007), homme politique, député puis sénateur, fut maire de Sucy-en-Brie pendant près de 42 ans.
- Jean Coladon (1933), artiste peintre né à Sucy-en Brie.
- Michel Balard (1936), historien médiéviste, né à Sucy-en-Brie et qui a écrit sur l'histoire de la commune.
- Claude Serre, (1938-1998), dessinateur français né à Sucy-en Brie.
- Katty Line, (1947), chanteuse française, est née à Sucy-en-Brie.
- Alexandre Paley (1956), pianiste, organise des concerts à l'Orangerie du château de Sucy-en-Brie.
- Angelin Preljocaj (1957), danseur et chorégraphe, est né à Sucy-en-Brie en 1957.
- Christophe Lemoine (1978), comédien français, est né à Sucy-en-Brie.
- Nicolas Maurice-Belay (1985), footballeur, est né à Sucy-en-Brie.
- Maxime Bourgeois, footballeur né en 1991 à Sucy-en-Brie.

### Héraldique, logotype et devise
| Blason de Sucy-en-Brie | Blason  | D'azur au château à deux tours d'or (d'argent), maçonné de sable, posé sur une champagne ondée d'argent et surmonté d'une fleur de lis d'or; le tout chapé cousu de gueules, au pampre d'argent fruité de deux pièces d'or à dextre et à trois épis empoignés du même, tigés et feuillés d'argent à senestre. |
| Blason de Sucy-en-Brie | Détails | Dans la partie centrale du blason, on peut remarquer la présence d'une fleur de lys qui marque l'appartenance de la ville à une étendue de terre plus vaste représentant l'ancien domaine des Rois de France (Nombre de villes et de départements de la région Ile de France ont également adopté dans leurs blasons cette fleur). Plus bas, la présence d'un château rappelle que Sucy-en-Brie a été dans le passé une terre d'accueil pour les seigneurs qui appréciaient son cadre de vie agréable et campagnard. Plus haut, à droite et à gauche, les épis et le pampre (Branche de vigne) rappellent que la ville a été du fait de ses terres fertiles et de sa bonne exposition un territoire de production agricole et viticole (La culture de la vigne existe toujours par ailleurs même si la production de vin reste symbolique). Ce blason a été réalisé par Marius Aubertin, peintre sucycien et conseiller municipal (1947-1953). |